# Kötött devizagazdálkodás
A kötött devizagazdálkodás olyan gazdálkodási rendszer, melyben külföldi fizetési eszközhöz csak a jegybankon keresztül, annak engedélyével lehet jutni. Az exportált áruk ellenértékeként kapott valutával az exportőr nem rendelkezik szabadon, azt be kell szolgáltatni a jegybanknak, amiért cserébe hazai valutát kap. Magyarországon az első világháború után és a nagy gazdasági világválság idején is be kellett vezetni.

## Kapcsolódó szócikk
- Magyarország az 1929–33-as világválságban